# Милославский, Данила Терентьевич
Данила Терентьевич Милославский (по прозвищу «Козел», родился до 1440, ум. до февр. 1534) — основатель старшей ветви знатного боярского и дворянского рода Милославских, дьяк великого князя московского Василия III Ивановича (стал им между 1511 и 1517), посельский (управляющий вотчиной) дмитровского князя Юрия Васильевича в его сёлах Кучки и Деревеньки в Шуткине стане Юрьев-Польского уезда (1460–72), в конце XV века посельский великого князя московского Ивана III Васильевича и его жены великой княжны Софьи Палеолог в Соль-Вычегодском уезде.

## Происхождение
По отцу:
- Терентий (1469-1530)
  - Федор (ок.1409-ок.1481)
    - Милослав (1352—1419)
      - Сигизмунд Корсак (1333-1392)

- прадед —  Милослав Сигизмундович (1352—1419), сын чеха Сигизмунда Корсака, прибывшего в Москву в свите Софии Витовтовны, невесты великого князя Василия Дмитриевича (9 января 1390).

По матери:
- Анна Гедиминович
  - Корибут
    - Ольгерд
      - Гедимин
        - Тройден
          - Вит Волк
            - Довьят

- дед — удельный князь Корибут, сын великого литовского князя Ольгерда, внук Гедимина.
- бабка из Рюриковичей — великая княжна Анастасия Ольговна, дочь великого князя Олега Ивановича и Евфросиньи Ольгердовны Гедиминович.
- прабабка из Рюриковичей — княжна Иулиания Александровна, дочь великого князя Тверского Александра Михайловича, внучка благоверного князя Михаила Ярославича, святой княгини Анны Кашинской,  2-го короля Руси Юрия Львовича.

## Землевладения
Имел родовые владения в Переславском уезде, в Свинорецком погосте Шелонской пятины. В 1497/98 и 1506/07 держал в кормлении волость Поле Кривалдино с восемью деревнями во Владимирском уезде. За его подписью как великокняжеского дьяка сохранились акты 1518, 1521 и 1524.

## Дети
Сыновья: Дмитрий, Елизар, Варфоломей, Павел, Борис, Никита.
Из его сыновей наиболее известен Дмитрий Данилович (? – 21.2.1561), сделал карьеру в малолетство великого князя московского Ивана IV Васильевича Грозного, писец в Бежецком Верхе (сент. – нояб. 1537). Будучи близок к Троице-Сергиеву монастырю, выступал его судьёй в земельных спорах с вотчинниками (осень 1537 – нояб. 1548), держал в кормлении Лутосненскую волость Дмитровского уезда (1547–50). От его сыновей происходят три линии рода Милославских.
Сын Дмитрия Даниловича, Юрий — вероятный прототип главного героя (боярина Юрия Дмитриевича Милославского) исторического романа М.Н.Загоскина «Юрий Милославский, или Русские в 1612 году».
Есть сведения, что одна из дочерей Данилы Терентьевича была выдана замуж за татарского мурзу Юфера, поступившего на службу Ивану III в 1504 году. Этот брак положил начало древнему вятскому роду Юферевых.